# Karl Sandqvist
Karl Sandqvist var svensk friidrottare (höjd- och längdhopp). Han tävlade för klubben IF Swithiod.